# Lauri Silvennoinen
Lauri Silvennoinen (Kesälahti, 7 novembre 1916 – 24 dicembre 2004) è stato un fondista finlandese.

## Palmarès

### Olimpiadi invernali
- Argento a Sankt Moritz 1948 nella staffetta 4x10 km.